# Yannick Noah
Yannick Noah (n. 18 mai 1960, Sedan, Champagne-Ardenne, Franța) este un fost jucător profesionist de tenis și cântăreț francez. Noah a câștigat Openul Francez în 1983 și este în prezent căpitanul echipelor Franței de Cupa Davis și Billie Jean King Cup. În timpul carierei sale de aproape două decenii, Noah a cucerit 23 de titluri la simplu și 16 titluri de dublu, cea mai bună clasare a sa la simplu fiind locul 3 mondial, în iulie 1986 și locul 1 mondial la dublu. De la retragerea sa din joc, Noah a rămas în ochii publicului ca interpret popular de muzică și ca co-fondator, împreună cu mama sa, al unei organizații de caritate pentru copiii defavorizați. Noah este, de asemenea, tatăl fostului jucător NBA Joakim Noah.